# Mollera d'Escalarre

La Mollera d'Escalarre, o cua del Pantà de la Torrassa, és una zona humida de la Noguera Pallaresa, situada a la cua de l'actual pantà de la Torrassa, aigües amunt de la Guingueta d'Àneu. La mollera ja era present al pla d'Esterri abans de la construcció del pantà de la Torrassa. Els seus hàbitats aigualosos, amb herbassars, comunitats de plantes aquàtiques, verneda, etc, van quedar modificats per la construcció de l'embassament, però segueixen tenint un altíssim interès. L'espai té també una gran importància per als ocells aquàtics, en el context de l'Alt Pallars. Aquesta és una de les poques zones humides d'aigües tranquil·les amb que compta el Parc Natural de l'Alt Pirineu.
El medi físic
El pantà de la Torrassa és un embassament amb finalitats hidroelèctriques que estanya una superfície d'unes 65 hectàrees. El nivell d'inundació és força irregular i el tram de la vall d'Àneu on es localitza és força obert i planer. Aquests dos fets faciliten la colonització de l'espai per vegetació pròpia de les zones humides. A la cua del pantà es produeix un intens procés de colmatació, que disminueix progressivament els sectors amb làmina d'aigua lliure.
Plantes i vegetació
De la vegetació cal destacar el bosc de ribera, força extens i ben estructurat. Hi predomina la salzeda (hàbitat d'interès comunitari codi 92A0) i, en menor grau, la verneda, que no arriba a formar un bosc diferenciat. També hi ha clapes de canyissars, espècie afavorida pel lent però constant rebliment de la cubeta de l'embassament. La vegetació helofítica i higròfila presenta també un elevat interès. Cal remarcar també la presència de l'hàbitat d'interès comunitari 6510 Prats de dall de terra baixa i de la muntanya mitjana (Arrhenatherion). Pel que fa a la flora, destaca la presència en aquest espai de l'única població catalana de la planta aquàtica Hippuris vulgaris.
Ocells
La mollera d'Escalarre és una zona de confluència d'habitats de zones humides i de muntanya. Dels ocells aquàtics durant tot l'any s'hi poden veure l'ànec collverd (Anas platyrhynchos), l'ànec cullerot (Anas clypeata), la cuereta blanca (Motacilla alba) i la polla d'aigua (Gallinula chloropus). A l'hivern són molt visibles el corb marí gros (Phalacrocorax carbo) i el bernat pescaire (Ardea cinerea), estant present també el xarxet comú (Anas crecca). Esporàdicament s'hi pot veure voltor comú (Gyps fulvus).
Impacte humà
Aquest espai es ressent d'una afluència humana excessiva, degut en part a la seva facilitat d'accés. La carretera de la Guingueta d'Àneu a Esterri d'Àneu (C-13) circula per la riba dreta, mentre que una pista ho fa per la riba esquerra, coincidint amb un tram del GR-11. Això afavoreix l'accés de nombrosos pescadors i d'altres visitants (senderistes, practicants de BTT, etc.). Aquest factor limita l'interès d'aquest espai pel que fa a la presència de fauna i especialment a la nidificació d'ocells. Un altre element a corregir és la presència de diverses línies elèctriques que creuen l'espai. Un altre factor problemàtic és la presència de la planta aquàtica invasora Elodea canadensis.
L'embassament acumula un excés d’algues i sediments, reduint la capacitat d’emmagatzemament d’aigua, fet que Endesa, companyia gestora de la presa, intenta corregir baixant periòdicament la cota d’aigua per poder fer neteja. L'any 2021 i amb anterioritat s'ha acusat a l'empresa de fer el buidat parcial del pantà de forma brusca, provocant la mort de peixos de l'embassament.
L'espai disposa d'alguns equipaments (observatori elevat, senyalització informativa, taules i bancs, etc.) als dos marges del riu. Les línies elèctriques amb suports situats al bell mig de la zona humida, fins i tot dins de l'aigua, van ser suprimides l'any 2015.
Aquesta zona humida està situada dins el Parc Natural de l'Alt Pirineu i està protegida també com a espai del Pla d'Espai d'Interès Natural Alt Pirineu i com a espai de la Xarxa Natura 2000 ES5130022 La Torrassa.